# Thyreoconger hemiaspidus
Thyreoconger hemiaspidus és una espècie de peix pertanyent a la família dels còngrids i l'única del gènere Thyreoconger.